# Viorika
A Viorika román eredetű női név, az ibolya virágnév román változatából származik.

## Gyakorisága
Az 1990-es években szórványos név, a 2000-es években nem szerepel a 100 leggyakoribb női név között.

## Névnapok
- május 3.[2]
- június 15.[2]
- június 25.[2]